# Fuentespreadas
Fuentespreadas è un comune spagnolo di 383 abitanti situato nella comunità autonoma di Castiglia e León.